# Sereca
Sereca – wieś w Rumunii, w okręgu Hunedoara, w gminie Beriu. W 2011 roku liczyła 207 mieszkańców.